# Peter McLagan
Peter McLagan, né en Guyane britannique en 1823 et mort à Londres le 31 août 1900, généralement appelé Peter M'Lagan de son vivant, est un homme politique, homme d'affaires et féministe britannique. 

## Biographie
Il est le fils d'un agriculteur écossais, copropriétaire de deux grandes plantations de café en Guyane et propriétaire d'esclaves, et d'une femme noire dont l'identité est aujourd'hui inconnue. Jeune garçon, il est emmené en Écosse par son père pour y être éduqué. À l'issue de sa scolarité, il étudie à l'université d'Édimbourg. Alors que son père accroît sa fortune par l'exploitation d'hydrocarbure (shale) dans la région écossaise de Linlithgowshire (ou West Lothian), y investissant l'argent reçu en compensation pour l'abolition de l'esclavage en 1833, Peter McLagan entre en politique. Aux élections législatives britanniques de 1865, il remporte la circonscription de Linlithgowshire pour le Parti conservateur et entre à la Chambre des communes. Des journaux de l'époque notent son ascendance noire, sans que celle-ci ne lui porte préjudice,,.
Il est un député actif et, bien que siégeant sur les bancs conservateurs, défend des idées progressistes. Il est favorable au droit de vote des femmes, au droit des femmes d'étudier et de pratiquer la médecine, et à l'autonomie pour l'Irlande. Il soutient par ailleurs activement le mouvement de tempérance contre l'alcool. Ses positions sont davantage proches de celles des conservateurs en ce qui concerne l'Empire britannique : Il soutient l'usage de la force pour la préservation de l'empire colonial. Il s'attache à expliquer clairement aux citoyens de sa circonscription les enjeux sur lesquels il prend position, et est populaire parmi ses électeurs,.
Réélu député de Linlithgowshire pour le Parti conservateur en 1868, il rejoint par la suite le Parti libéral, et c'est sous cette étiquette qu'il est réélu cinq fois de plus dans sa circonscription. Il donne généreusement à diverses organisations caritatives. Héritier de l'exploitation d'hydrocarbure de son père, il devient l'un des directeurs d'une entreprise pétrolière et d'une entreprise de charbon dans les années 1870, mais se trouve en situation de banqueroute en 1893 et démissionne alors du Parlement. Marié, il n'a pas d'enfant, et meurt en août 1900,,,.